# Manhua
Manhua (chineză simplificată: 漫画; chineză tradițională: 漫畫; pinyin: mànhuà; literal: „impromptu sketches” ) sunt benzi chinezești desenate produse în China și în regiunea Greater China .Benzi desenate și ilustrații povestite din China au existat într-o anumită formă. De-a lungul istoriei Chinei imperiale, termenul „manhua” a apărut pentru prima dată în 1904, într-un desen animat intitulat „ Cazuri de afaceri curente” sau Shíshì mànhuà (时事 漫画) într-un ziar din  Shanghai (警钟 日报). 

## Etimologie
Cuvântul „manhua”, care literalmente înseamnă „schițe improvizate”, este inițial un termen din secolul al XVIII-lea, folosit în pictura literară chinezească. A devenit popular în Japonia cu denumirea de manga, la sfârșitul secolului 18. Feng Zikai, în seria sa de desene animate din 1925, intitulată Zikai Manhua, a reintrodus termenul în chineză cu sensul modern. 
În 1925, lucrarea politică aparținând lui Feng Zikai a publicat o colecție intitulată Zi-Kai Manhua în Wenxue Zhoubao (Săptămânal literar). În timp ce termenul „manhua” a existat dinainte, când a apărut „ manga ” japonez, termenul manhua a luat sensul de manga chineză. Drept urmare, termenul de manhua a devenit asociat cu benzile desenate din China. 
Caracterele chinezești pentru manhua sunt identice cu cele folosite în manga japonez și manhwa coreean. Cineva care desenează sau scrie manhua este menționat ca manhuajia.

## Istorie

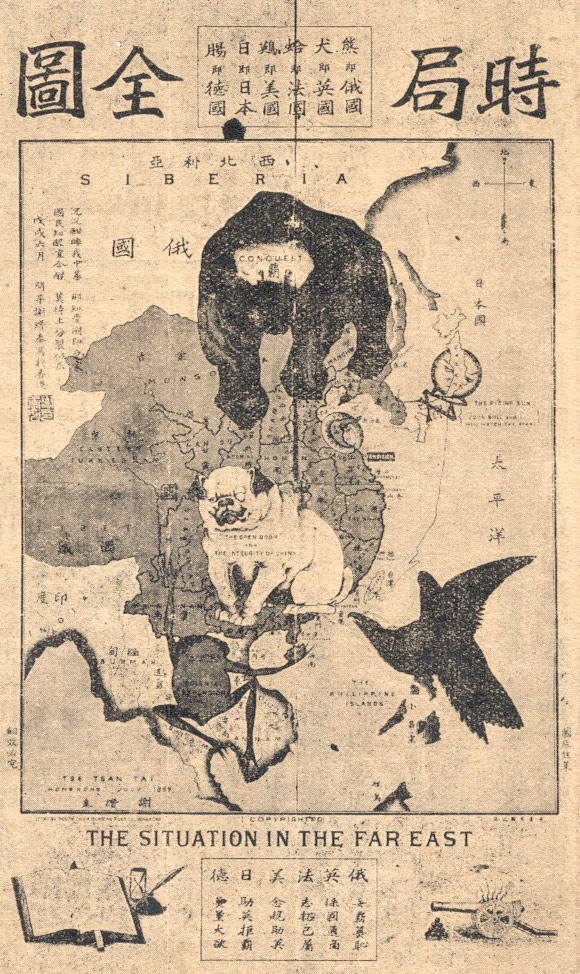
Situația în Orientul îndepărtat, un manhua din 1899 de Tse Tsan-tai

Cele mai vechi exemple de desene chineze care au supraviețuit sunt gravuri (reliefuri) în piatră din secolul al 11-lea î.Hr. și pe oale din 5000 până în 3000 î.Hr. Alte exemple includ desene simbolice din pensulă din dinastia Ming, un desen satiric intitulat „Păuni” de către artistul Zhen Da din perioada dinastiei Qing, și o lucrare numită „Imagini cu farsa fantomelor” din jurul anului 1771 de Luo Liang-feng. Manhua chineză a luat naștere la sfârșitul secolului XIX și începutul secolului XX, aproximativ în anii 1867-1927. 
Introducerea metodelor de tipărire litografică preluate din Occident a fost un pas mare în extinderea artei la începutul secolului XX. Începând cu anii 1870, desene satirice au apărut în ziare și periodice. Până în anii 1920, cărțile de buzunar precum <i>Lianhuanhua</i> erau populare în Shanghai. Ele sunt considerate predecesoarele manhua-lei moderne. 
Una dintre primele reviste de desene animate satirice a venit din Marea Britanie intitulată The China Punch. Prima piesă desenată de o persoană de naționalitate chineză a fost Situația în Orientul îndepărtat de Tse Tsan-tai în 1899, tipărită în Japonia. Sun Yat-Sen a înființat Republica Chineză în 1911 folosind manhua din Hong Kong pentru a difuza propaganda anti-Qing. O parte din manhua care a reflectat luptele timpurii ale perioadei de tranziție politică și de război au fost The True Record și Renjian Pictorial . 
Până la înființarea Societății Sketch din Shanghai în 1927, toate lucrările anterioare au fost Lianhuanhua sau colecții libere de materiale. Prima revistă manhua de succes, Shanghai Sketch (sau Shanghai Manhua ) a apărut în 1928. Între 1934 și 1937 au fost publicate aproximativ 17 reviste manhua la Shanghai. Acest format va fi din nou folosit pentru propagandă odată cu izbucnirea celui de-Al Doilea Război Sino-Japonez. Când japonezii au ocupat Hong Kong-ul în 1941, toate publicațiile manhua s-au oprit. Odată cu predarea japonezilor în 1945, a avut loc oroarea luptelor între naționaliștiii chinezi și comuniștii chinezi. Unul dintre manhua critică, „ This is a Cartoon Era” de Renjian Huahui ilustrează conflictul devastator al acelor vremuri. 
Unul dintre cele mai populare și mai rezistente benzi desenate din această perioadă a fost Zhang Leping 's Sanmao, publicat pentru prima dată în 1935. 
În timpul războiului anti-japonez, început în 1937, mulți caricaturisti chinezi, printre care Ye Qianyu, au fugit din Shanghai și din alte orașe importante și au purtat „război de gherilă cu desene animate” împotriva invadatorilor japonezi, prin montarea de expoziții de desene animate  ambulante și prin publicarea de reviste de desene animate în orașele interioare precum Hankou. 
Creșterea imigrației chineze a transformat Hong Kong-ul în piața principală de manhua, în special odată cu generația de copii numită <i>baby boom</i>. Cea mai influentă revistă manhua pentru adulți a fost Cartoons World din 1956, care a alimentat cel mai bine vândut Unchiul Choi . Disponibilitatea benzii desenate japoneze și taiwaneze a înviorat industria locală, vânzând la un preț de chilipir piratat de 10 cenți. Manhua ca Old Master Q au fost necesare pentru a revitaliza industria locală. 
Sosirea televiziunii în anii ’70 a fost un punct de schimbare. Filmele lui Bruce Lee au dominat epoca, iar popularitatea sa a lansat un nou val de manhua Kung Fu . Violența explicită a ajutat la vânzarea de benzi desenate, iar guvernul din Hong Kong a intervenit cu Legea publicării indecente în 1975  Micii ticăloșia fost una dintre piesele care a absorbit toate schimbările sociale. Materialele vor înflori, de asemenea, în anii 90, cu lucrări precum <i>McMug</i> și povești în trei părți precum „Teddy Boy”, „Portland Street” și „Red Light District”. 
Începând cu anii 1950, piața de manhua din Hong Kong a fost separată de cea a Chinei continentale. 
Si loin et si proche (Atât de departe și atât de aproape), de scriitorul și ilustratorul chinez Xiao Bai, a câștigat premiul de aur la cel de-al patrulea concurs internațional Manga din 2011 . Mai multe alte manhua au câștigat și premiile de argint și de bronz la International Manga Award. 
În a doua jumătate a anilor 2000 și începutul anilor 2010, diverși caricaturiști au început să folosească social media pentru a răspândi online benzi satirice și desene animate. Publicarea tipărită, fiind strict controlată în China, este tranzacționată pe site-uri de <i>microblogging</i> precum <i>Sina Weibo</i> și <i>Douban</i>, unde manhua poate ajunge la o audiență largă, sub rezerva unui control editorial mai redus. 
În ciuda faptului că China a fost un consumator major de benzi desenate zeci de ani, manhua nu au fost niciodată considerate „opere de artă serioase”. R. Martin în The Comics Journal descrie perspectivele chinezești ale benzii desenate drept „imitații ale unor filme”. Mai mult, China controlează strict publicarea benzilor desenate și, în consecință, caricaturiștii s-au confruntat cu dificultăți pentru a ajunge la un public numeros. Multe desene animate la sfârșitul anilor 2000 au început să își auto-publice lucrările pe social media în loc să încerce să emită ediții pe hârtie. Site-uri precum Douban (2005) și Sina Weibo (2009) sunt locuri populare pentru web manhua și webcomics. 
Festivalul Internațional de benzi desenate și animații din Taipei a sărbătorit în 2015 o „eră a webcomicsurilor”. Odată cu creșterea utilizării smartphone-ului de către generația mai tânără, se preconizează că vor deveni mai populari site-uri web, webcomics și webtoons. Cu o prevalență din ce în ce mai mare a platformelor de benzi desenate online în limba chineză, tinerii artiști au mai multe oportunități de a-și publica lucrările și de a câștiga o reputație. În a doua jumătate a anilor 2010, webtoons-ul din Coreea de Sud și platformele webtoon au devenit tot mai populare în China.
În 2016, două manhua au fost adaptate în serialele de televiziune anime: Yi Ren Zhi Xia și Soul Buster  . O altă serie, Bloodivores, bazată pe un web manhua, va începe să difuzeze la 1 octombrie 2016. O altă serie, The Silver Guardian, este programată să aibă premiera în 2017. 

## Categorii
Înainte de stabilirea terminologiei oficiale, forma de artă era cunoscută cu mai multe nume: 
| Română                   | Pinyin       | Chineză ( tradițională / simplificată ) |
| ------------------------ | ------------ | --------------------------------------- |
| Poze alegorice           | Rúyì Huà     | 如意 畫 / 如意 画                       |
| Poze satirice            | Fĕngcì Huà   | 諷刺畫 / 讽刺画                         |
| Poze politice            | Zhèngzhì Huà | 政治 畫 / 政治 画                       |
| Poze actuale             | Shíshì Huà   | 時事 畫 / 时事 画                       |
| Poza de raportare        | Bàodǎo Huà   | 報導 畫 / 报导 画                       |
| Înregistrarea imaginilor | Jìlù Huà     | 紀錄 畫 / 纪录 画                       |
| Imagini de distracție    | Huáji Huà    | 滑稽 畫 / 滑稽 画                       |
| Poze de comedie          | Xiào Huà     | 笑 畫 / 笑 画                           |

Manhua de astăzi se disting pur și simplu prin patru categorii. 
| Engleză                     |
| --------------------------- |
| Manhua satirică și politică |
| Manhua comică               |
| Acțiune manhua              |
| Manhua pentru copii         |

## Caracteristici
Caracteristicile manhua moderne în stil chinezesc sunt creditate la descoperirea operei de artă a eroului chinez din 1982.  Spre deosebire de manga, avea desene mai realiste, cu detalii asemănătoare cu oameni reali. Cele mai multe manhua sunt de asemenea în culori complete, cu unele panouri redate în întregime în pictură pentru formatul cu un singur număr. Majoritatea lucrărilor manhua din anii 1800 până în 1930 conțineau personaje care păreau serioase. Deschiderea culturală din Hong Kong a adus traducerea unor personaje Disney americane precum Mickey Mouse și Pinocchio în anii 1950, demonstrând influența occidentală în lucrările locale precum Micul Angeli în 1954. Afluxul de manga japoneză tradusă din anii 60, precum și anime-urile televizate în Hong Kong au făcut, de asemenea, o impresie semnificativă. 

## Diferențe în formatare
În funcție de regiunea în care este creat, manhua poate avea diferențe în modul în care este formatat și prezentat. Pe lângă utilizarea caracterelor tradiționale și simplificate chineze, manhua poate fi citit diferit, în funcție de locul de unde provine. Manhua din China continentală se citește de la stânga la dreapta, precum benzile desenate occidentale și coreeanul manhwa, în timp ce manhua din Taiwan și Hong Kong se citește de la dreapta la stânga ca manga japoneză. Același lucru se aplică textului în limba chineză inițială. Textul din manhua din China continentală este plasat pe orizontală și citit de la stânga la dreapta în timp ce în Taiwan și Hong Kong, textul este plasat vertical în jos și este citit de la dreapta la stânga. Acest lucru se datorează modificărilor pe care guvernul comunist chinez le-a făcut în modul în care textul chinezesc este scris și citit pentru a-l alinia mai mult la modul în care se face în Occident. Întrucât Taiwanul este o țară independentă și Hong Kong are o anumită autonomie față de Republica Populară Chineză, ei au continuat să folosească modalitățile tradiționale chineze de a scrie . 

## Manhua digitală

### Web manhua
Manhua digital, cunoscut sub numele de web manhua, este o formă de artă în creștere în China. Web manhua sunt postate pe social media și portaluri web manhua, care servesc ca o bară de intrare mai mică decât punctele de publicare tipărite strict controlate din țară. Deși în prezent se câștigă bani puțini prin intermediul manhua online din China, suportul a devenit popular datorită ușurinței de a încărca și a publica titluri, publicarea culorilor și accesul gratuit la citire. Unele site-uri populare de manui web includ QQ Comic și U17. În ultimii ani, mai multe manhua chinezești web au fost adaptate în serii de animație, unele fiind în coproducție cu industria de animație japoneză. 

#### Portaluri web manhua
| Numele serviciului | Entitate operativă                              |
| ------------------ | ----------------------------------------------- |
| QQ Comic           | Tencent Weibo                                   |
| Vcomic             | Sina Weibo                                      |
| U17                | Beijing April Star Network Technology Co., Ltd. |
| ManHuaTai          | ManHuaTai. Com                                  |
| dmzj.com           | dmzj.com                                        |

### Webcomics
Cartooniști precum Kuang Biao și Rebel Pepper folosesc internetul pentru a critica Partidul Comunist și pe liderii săi. Propaganda comunistă și figuri precum Lei Feng sunt în mod deschis batjocorite pe microbloguri și în desene animate online, în ciuda eforturilor cenzurii guvernului chinez. David Bandurski, cercetător al proiectului China Media de la Universitatea din Hong Kong, a declarat că media socială a „schimbat dramatic mediul de desene animate pentru că acum au o platformă foarte bună pentru a găsi o audiență”. Animatorul chinez Pi San a criticat companiile de internet și portalurile web pentru că sunt „destul de lași” și „prea sensibili”, deoarece își asumă rolul de primă linie de apărare prin autocenzură. Contul lui Rebel Pepper pe Sina Weibo, unde își postează desenele animate satirice, fusese șters de peste 180 de ori până în 2012. 
Site-urile de bloguri precum Sina Weibo sunt, de asemenea, foarte cenzurate de guvernul chinez. Reuters a raportat în septembrie 2013 că aproximativ 150 de absolvenți, toți bărbați, au fost angajați la cenzurarea Sinei Weibo zi și noapte, iar cenzorii automați au procesat aproximativ trei milioane de postări pe zi. O echipă de cercetare de la Rice University, Texas, a declarat că au văzut „un sistem destul de sofisticat, în care puterea umană este amplificată de automatizarea computerului, capabilă să înlăture postările sensibile în câteva minute”. Imaginile cenzurate la Sina Weibo includ un portret al lui Mao Zedong care poartă o mască împotriva poluării, o compilație foto care identifică ceasurile scumpe de la încheieturile unor oficiali locali cu salarii mici și critici cu privire la acțiunile poliției, cenzura în educație și politica copilului unic. 

### Webtoons
Webtoon-urile au crescut în popularitate în China ca o altă formă de a consuma și produce manhua în țară datorită popularității webtoon-urilor din Coreea de Sud. Platformele de microblogging Sina Weibo și Tencent au oferit, de asemenea, site-uri web pe site-urile lor digitale, alături de web manhua. De asemenea, platforma bazată în Beijing, Kuaikan Manhua, este specializată în lucrări de artă care se adresează tinerilor cititori. Mai multe dintre aceste manhua au fost traduse ulterior în diferite limbi. În timp ce portalurile webtoon din China continentală sunt conduse în principal de marile companii de internet, portalurile webtoon din Taiwan sunt oferite și operate de mari editori webtoon din țară precum Comico și Naver (sub marca Line). 

#### Portaluri Webtoon
China 
| Numele serviciului | Entitate operativă                              |
| ------------------ | ----------------------------------------------- |
| Kuaikan            | Kuaikan World (Beijing) Technology CO., LTD.    |
| ManMan             | Young Dream Co., Ltd.                           |
| QQ Comic           | Tencent Weibo                                   |
| Vcomic             | Sina Weibo                                      |
| U17                | Beijing April Star Network Technology Co., Ltd. |
| Dongman Manhua     | Naver Corp.                                     |
| dmzj.com           | dmzj.com                                        |

Taiwan 
| Numele serviciului | Entitate operativă |
| ------------------ | ------------------ |
| Comico Taiwan      | NHN Japonia        |
| Linia Webtoon      | Naver Corp.        |

## Economie
Cartușul politic Liu „Big Corpse Brother” Jun a avut peste 130.000 de adepți pe Sina Weibo în decembrie 2013, iar  lucrările lui Kuang Biao apar atât online, cât și în diverse reviste de tipărire. 
Industria de benzi desenate din Taiwan speră ca webcomic-urile să prospere financiar, deși până acum nu există cifre precise. Caricaturiștii câștigători de premii precum Chung Yun-de și Yeh Yu-tung au fost nevoiți să apeleze la webcomics, deoarece veniturile lor lunare erau prea mici pentru a trăi. 
Caricaturista din Beijing, <i>Bu Er Miao</i>, își vinde Pisica electrică și câinele fulger pe site-ul eBook Douban pentru 1.99 CNY (aproximativ 0,30 USD ). Când a fost întrebată dacă face profit din webcomic-ul ei, Miao a relatat cei 1,79 CNY pentru fiecare comic vândut drept „o sumă de bani pe care, dacă ai vedea-o pe stradă, nu te-ai deranja să o ridici”. 

## Adaptările
Webul chinezesc One Hundred Thousand Bad Jokes a cunoscut o ecranizare cu același nume lansată în 2014. În 2016, au fost difuzate două serii anime bazate pe web manhua chinezesc : Hitori no Shita: The Outcast,  bazat pe Yi Ren Zhi Xia de Dong Man Tang și Bloodivores, bazat pe un web manhua de Bai Xiao. În China a fost lansată o adaptare de serie animată a unui web manhua de Pingzi, Spiritpact . O serie de animații chino-japoneze bazată pe Chōyū Sekai a fost difuzată în 2017 . O altă serie, The Silver Guardian, bazată pe Yín Zhī Shǒu Mù Rén, a avut premiera în 2017 . Chang Ge Xing, o adaptare în acțiune live a manhua cu același nume de Xia Da, a început filmările în 2019. 
Kakao, care operează portalul coreean de webtoon Daum Webtoon, a colaborat cu Grupul Chinez Huace în vederea producerii de filme direct în limba chineză și drame de televiziune bazate pe webtoons din Coreea de Sud. 

### Citatele
1. ↑  „中国漫画”.
2. ↑  Petersen, Robert S. (2011). Comics, Manga, and Graphic Novels: A History of Graphic Narratives. ABC-CLIO. ISBN 9780313363306.
3. 1 2  Lent, John A. [2001] (2001) Illustrating Asia: Comics, Humor Magazines, and Picture Books. University of Hawaii Press. ISBN: 0-8248-2471-7
4. ↑  Christopher G. Rea, A History of Laughter: Comic Culture in Early Twentieth-Century China, Columbia University Ph.D. dissertation, 2018, chapter 9.
5. ↑  „Xiao Bai's Si loin et si proche Wins 4th Int'l Manga Award”. Anime News Network. 12 ianuarie 2011. Accesat în 14 ianuarie 2014.
6. ↑  „The 4th International MANGA Award”. manga-award.jp. International MANGA Award Executive Committee. Arhivat din original la 16 ianuarie 2014. Accesat în 14 ianuarie 2014.
7. 1 2  Langfitt, Frank (16 martie 2012). „Provocative Chinese Cartoonists Find An Outlet Online”. npr.org.
8. 1 2  Chih-chi, Kan; Wei-han, Chen (10 februarie 2015). „'Web comics era' is on display at Taipei show”. Taipei Times.
9. ↑  Chen, Christie (10 august 2017). „AR game, webcomics featured at Taipei comics fair”. Focus Taiwan.
10. ↑  „Chinese/Japanese Anime Hitori no Shita the outcast Announced”. Anime News Network. 9 iunie 2016. Accesat în 17 august 2016.
11. ↑  „Studio Pierrot Unveils Soul Buster Chinese Co-Production Anime for October”. Anime News Network. 3 august 2016. Accesat în 7 august 2016.
12. 1 2  „Chinese/Japanese Anime Bloodivores Announced for October”. Anime News Network. 1 septembrie 2016. Accesat în 25 septembrie 2016.
13. ↑  „The Silver Guardian Anime Reveals Story, Staff, 2017 Airing”. Anime News Network. 16 martie 2016. Accesat în 25 septembrie 2016.
14. 1 2  „Drawing Ire”. South China Morning Post. 17 noiembrie 2013.
15. ↑  Tang, Kevin (14 ianuarie 2014). „14 Online Comics Censored In China”. Buzzfeed.
16. ↑  „Chinese/Japanese Anime Hitori no Shita the outcast Announced”. Anime News Network. 9 iunie 2016. Accesat în 25 septembrie 2016.
17. ↑  „Spiritpact Chinese-Animated Series' Japanese Dub Previewed in Video”. Anime News Network. 5 ianuarie 2017. Accesat în 5 ianuarie 2017.
18. ↑  „Chinese-Japanese Co-Produced Animated Series World of Super Sand Box Revealed”. Anime News Network. 4 ianuarie 2017. Accesat în 4 ianuarie 2017.
19. ↑  „The Silver Guardian Anime Reveals Main Cast, New Staff, April 1 Premiere”. Anime News Network. 24 februarie 2017. Accesat în 4 aprilie 2017.
20. ↑  Young-won, Kim (14 martie 2016). „Kakao to introduce webtoon-inspired dramas, films in China”. The Korea Herald.

## Linkuri externe
- Reconstituiri Manhua din legendele vechi chinezesti Arhivat în 16 iulie 2012, la Wayback Machine.
- Când Manga întâlnește comunismul
- Poveștile artiștilor comici din Taiwan: persecuție, izolare și talent nesfârșit
- John A. Crespi, " Schița modernă a Chinei: era de aur a artei desenate, 1934-1937"